# Greenfield (Missouri)
Greenfield és una població dels Estats Units a l'estat de Missouri. Segons el cens del 2000 tenia 1.358 habitants.

## Demografia
Segons el cens del 2000, Greenfield tenia 1.358 habitants, 623 habitatges, i 368 famílies. La densitat de població era de 476,7 habitants per km².
Dels 623 habitatges en un 25% hi vivien nens de menys de 18 anys, en un 45,1% hi vivien parelles casades, en un 10,6% dones solteres, i en un 40,8% no eren unitats familiars. En el 37,7% dels habitatges hi vivien persones soles el 23,3% de les quals corresponia a persones de 65 anys o més que vivien soles. El nombre mitjà de persones vivint en cada habitatge era de 2,17 i el nombre mitjà de persones que vivien en cada família era de 2,82.
Per edats la població es repartia de la següent manera: un 23,7% tenia menys de 18 anys, un 7,4% entre 18 i 24, un 21% entre 25 i 44, un 23,4% de 45 a 60 i un 24,5% 65 anys o més.
L'edat mediana era de 43 anys. Per cada 100 dones de 18 o més anys hi havia 78,9 homes.
La renda mediana per habitatge era de 22.336 $ i la renda mediana per família de 28.594 $. Els homes tenien una renda mediana de 27.955 $ mentre que les dones 17.727 $. La renda per capita de la població era de 14.051 $. Entorn del 12,3% de les famílies i el 18,6% de la població estaven per davall del llindar de pobresa.

## Poblacions més properes
El següent diagrama mostra les poblacions més properes.